# Nieuw Amsterdam (woningcorporatie)
Nieuw Amsterdam was een Amsterdamse woningcorporatie. De organisatie is in januari 1984 ontstaan uit een bundeling van op een na alle woningbouwverenigingen die de hoogbouw in de Bijlmermeer beheerden.

## Geschiedenis
Oorspronkelijk werd de hoogbouw beheerd door 13 woningbouwverenigingen:

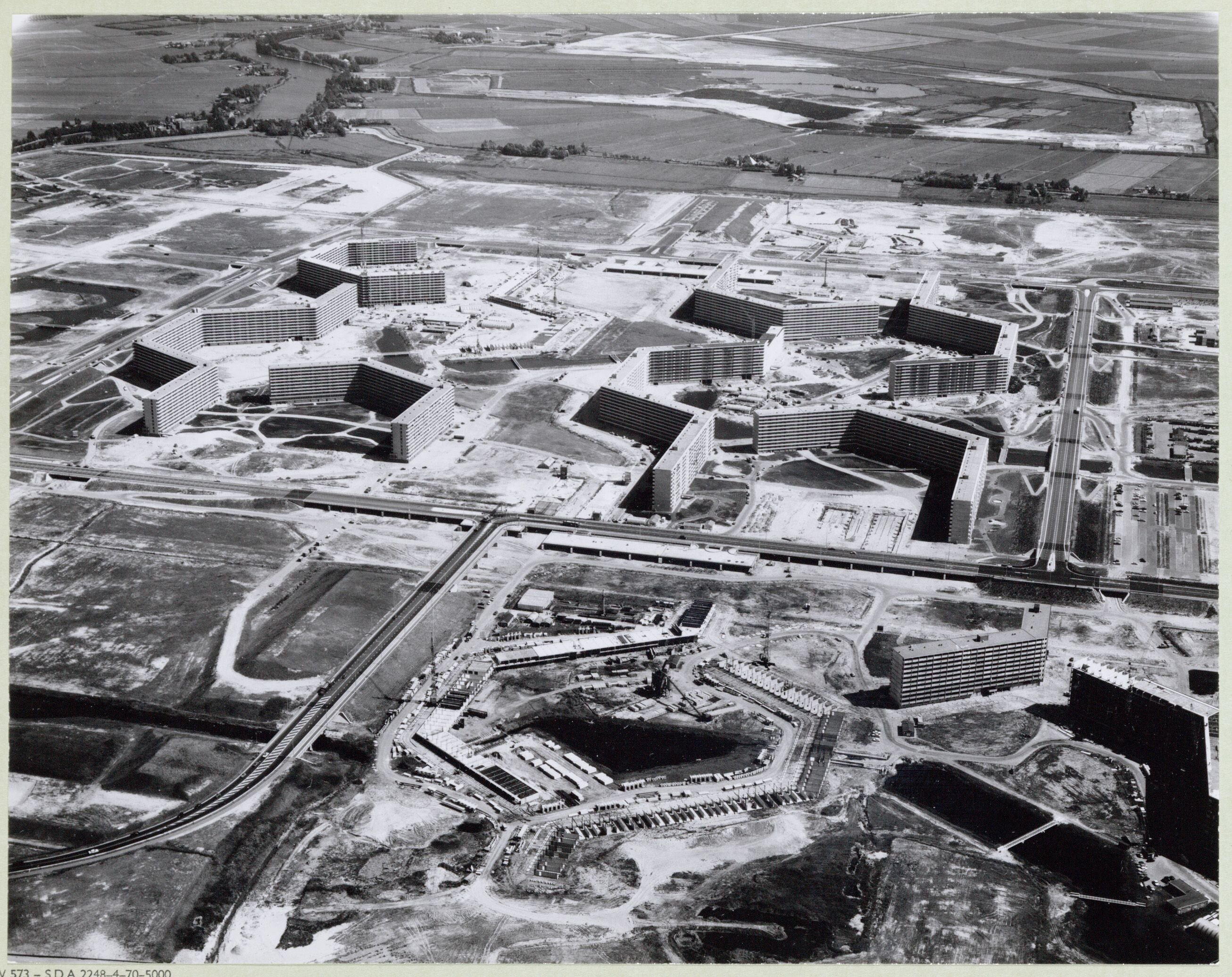
Hoogbouw Bijlmermeer in aanbouw 1970

- Algemene Woningbouw Vereniging
- Amsterdams Bouwfonds
- De Dageraad
- Eigen Haard
- Ons Belang
- Ons Huis
- Het Oosten

- Onze Woning
- Patrimonium
- Rochdale
- Dr. Schaepman
- Het Westen
- Zomers Buiten

In de jaren tachtig was in sommige hoogbouwflats veel leegstand en het beheer door de corporaties werd daardoor moeizaam. Om de problemen het hoofd te bieden hadden in 1984 12 woningcorporaties (en nog 5 anderen) zich verenigd in de nieuw opgerichte woningbouwcorporatie Nieuw Amsterdam met inbreng van kapitaal en personeel. De nieuwe corporatie met het hoofdkantoor Frankemaheerd die het beheer voor vrijwel alle honingraatflats in handen kreeg had meer geld ter beschikking dan voorheen de andere woningcorporaties per flat hadden gehad. De corporatie kreeg van de gemeente Amsterdam en de staatssecretaris van Volkshuisvesting honderd miljoen gulden beschikbaar voor grootschalige vernieuwingen. Er werd met aannemers en architecten overlegd om te zoeken naar oplossingen in samenwerking met bewoners. Er werd hierbij geen totaalplan gemaakt maar per flat een plan van aanpak opgesteld. Door middel van huurverlagingen verminderde daardoor het aantal verhuisbewegingen en de leegstand liep terug van 25% in 1985 tot 20% in 1988. 
Alleen Ons Belang, die Gliphoeve (thans Geldershoofd en Gravestein) beheerde en daar aanzienlijk in had geinvesteerd, zag er niets in kapitaal aan Nieuw Amsterdam over te dragen en bleef de flats zelf beheren.
Na de Bijlmerramp op 4 oktober 1992 werd besloten tot grootschalige vernieuwing van de Bijlmermeer waarbij de meeste honingraatflats werden gesloopt. Vanaf de jaren negentig vond een bruteringsoperatie plaats en leidde in Amsterdam en Nederland tot velerlei fusies waarbij ook Nieuw Amsterdam alsmede het gros van de andere woningbouwcorporaties verdween. In 2006 werd Rochdale ook juridisch eigenaar van alle bezit van Nieuw Amsterdam. In Amsterdam resteren nog:
- Far West
- Eigen Haard
- De Key
- Rochdale (gefuseerd met Patrimonium)

- Stadgenoot (fusie Algemene en Het Oosten)
- De Wijkalliantie
- Ymere (opvolger van het Amsterdams Woningbedrijf en Zomers Buiten).